# フレッシュネスバーガー

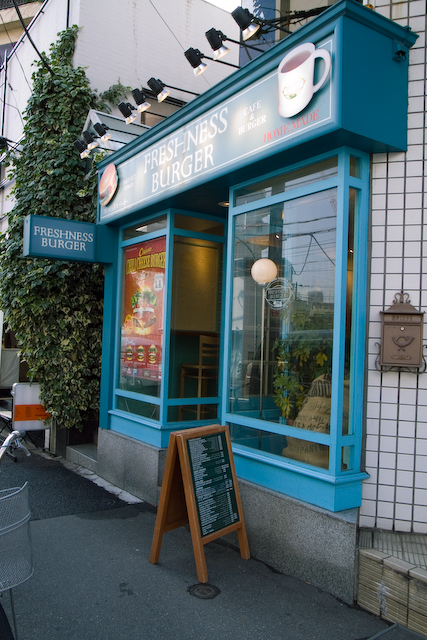
ビルイン型店舗の一例（神宮前店）

フレッシュネスバーガー（英: FRESHNESS BURGER）は、神奈川県横浜市西区に本社を置く株式会社フレッシュネス（英: FRESHNESS Co.,Ltd.）が運営する日本のハンバーガーチェーン。「大人がくつろげるバーガーカフェ」をコンセプトとしている。
コロワイドグループ傘下でレインズインターナショナルの子会社。ほっかほっか亭の創業者の一人である栗原幹雄が創業した、日本独自のハンバーガーチェーンである。

## 概要

### 創業
創業者の栗原幹雄は、1974年3月に日本大学生産工学部建築学科を卒業、同年4月に積水ハウスに入社。1979年9月にほっかほっか亭の創業に参画し、4年間で1,000店舗出店を達成した。栗原は1992年にフレッシュネスバーガーを創業し、同年12月14日に1号店となる富ヶ谷店（東京都渋谷区富ヶ谷2丁目23）を開店した。
1号店の富ヶ谷店は東京大学駒場キャンパスに隣接する木造一戸建ての建物で、劇団の稽古場として使われていた物件であった。栗原が「アメリカ視察で見たテネシー州の手作りハンバーガー店のイメージに合っている」としてこの物件を気に入り、富ヶ谷店を出店した。富ヶ谷店は創業当時の面影をほぼ残したまま営業を続けている。

### ユニマットグループ入りと創業者の退任
その後は多店舗展開を目指してフランチャイズ（FC）展開を開始し、1995年にフランチャイズ1号店がオープン。翌1996年2月には10店、1998年5月には50店、2000年には100店にまで拡大した。2006年には新光証券系列の投資ファンドが筆頭株主となり、株式上場を目指した。店舗数はピーク時の2007年3月には192店に達した。 財務体質強化のため、2007年11月にユニマットグループ入りし、2009年にはユニマットホールディングの傘下入りした。
創業者で初代社長となった栗原幹雄は、2012年8月に株式会社フレッシュネスの代表取締役を退任。翌2013年3月にフライドグリーントマト株式会社を設立し、同年4月に株式会社ピーターパンコモコ代表取締役社長に就任、2017年8月にはグリーンズプラネットオペレーションズ代表取締役に就任している。
創業者栗原幹雄退任後、2013年4月時点では170店舗に減少したが、2015年翌2016年9月末時点の店舗数は159店となり、うち3分の2がFC店であった。
同社では創業以来、画一的なチェーン店とは異なる手作り感を売りにした「こだわりのハンバーガー」を追求してきた。利便性指向型（マクドナルド等）と手作り指向型（モスバーガー・イン＆アウト）にわかれる中、手作り指向型のバーガーカフェをコンセプトに大人のバーガーショップとして、ファンを増やしていったゾーンマーケティングにブランド、海外ブランドと思いがちだが、日本生まれのバーガーカフェとなっている。

### コロワイドグループによる買収
2016年10月14日、M&Aにより事業拡大を図ってきた外食産業大手のコロワイドは、同社の連結子会社で牛角、しゃぶしゃぶ温野菜などを運営するレインズインターナショナルが、同年12月1日付でユニマットホールディングス～株式会社フレッシュネスを買収することを発表した。
これに伴い、同年11月1日付で株式会社フレッシュネス（初代）が外食事業（フレッシュネスバーガー）を会社分割し、新設した株式会社フレッシュネス（2代）に事業を継承。同年12月1日付で予定どおり、レインズインターナショナルが株式会社フレッシュネス（2代）の全株式を取得した。

## 沿革
- 1981年6月 - 株式会社アメリカンクリエーションとして設立[1]。広告製作プロダクションとして運営。
- 1992年12月14日 - 飲食事業に参入、フレッシュネスバーガー1号店として富ヶ谷店を出店[1][4][6]。
- 1995年 - フランチャイズ展開を開始し、FC1号店がオープン[1][4][6]。
- 1998年
  - 5月 - 全店でPOSシステムを導入[1]。
  - 10月 - 株式会社フレッシュネスバーガーに社名変更。
- 2000年2月 - 和定食業態の「ごはん処 おはち」をオープン。
- 2004年
  - 6月 - 業態拡大により、株式会社フレッシュネス（初代）に社名変更。
  - 11月 - 中食業として、持ち帰り弁当店「街の弁当屋」をオープン。
- 2007年11月[4] - ユニマットライフのグループ会社・ユニマットキャラバン株式会社が、株式の58.09%を取得して親会社となる。
- 2009年8月26日 - 親会社のユニマットキャラバン株式会社が、持株すべて（72.23%）をユニマットホールディング（31.12%）および同社代表者の高橋洋二（41.42%）に譲渡[8]。
- 2012年8月 - 創業者・初代社長の栗原幹雄が代表取締役を退任[5]。
- 時期不明 - 株式会社ユニマットホールディングの完全子会社となる[3]。
- 2016年
  - 10月14日 - コロワイドが、同社連結子会社のレインズインターナショナルが株式会社フレッシュネスを同年12月1日付で買収することを発表[4][3]。
  - 11月1日 - 株式会社フレッシュネス（初代）が、外食事業（フレッシュネスバーガー事業）を会社分割し、新設した株式会社フレッシュネス（2代）に事業を継承する[3]。
  - 12月1日 - レインズインターナショナルが、株式会社フレッシュネスの全株式を取得[3]。

## 店舗
アーリーアメリカン調の店舗が特徴で、店内でもアーリーアメリカン調を意識した木材のテーブルやチェアを使用し、落ち着いた雰囲気を演出している。駅前よりやや離れた場所に出店していることが多い。
メイン業態の「フレッシュネスバーガー」を日本国内に展開する。また別業態としてニューヨークスタイルのカフェ「フレッシュネスカフェ (FRESHNESS CAFE) 」が六本木ヒルズ森タワー49階のアカデミーヒルズ内にある。
フレッシュネスバーガー各店で使える電子マネー（プリペイドカード）として「フレッシュネスカード」を発行している。1,000円以上500円単位でチャージ（入金）でき、チャージ限度額は12,000円。入金の際に10%のプレミアが付くキャンペーンを行うこともある。個人情報の登録は不要で、1年間利用がないと残高が無効となる。
日本国外では、韓国に20店舗を展開していたが、2009年に現地法人が韓国HOLLYS COFFEEに売却され「FRESH BURGER」に社名変更し、2014年現在では韓国で運営中の店舗はない。2007年6月25日には香港1号店が開店した。2014年4月にはミャンマーに初出店。

### 禁煙対応の遅れ
1990年代後半にはスターバックスが上陸し、全店舗で全席禁煙としたことでブランドイメージを高めていた。公共の場での受動喫煙対策から、2000年代には日本の飲食店でも分煙対応が進みつつあり、2010年には全国初の受動喫煙防止条例となる神奈川県受動喫煙防止条例が施行され、県内では飲食店での禁煙または完全分煙が義務付けられた。
しかしフレッシュネスバーガーでは、2010年代に至るまで禁煙席は皆無もしくは極少であり、禁煙化が進む中で「SMOKING OK!」という喫煙を歓迎する趣旨の張り紙を堂々と出していた。
日本マクドナルドは、2014年8月1日をもって国内全店舗での終日全席禁煙化が完了したと発表した。こうした流れの中で、フレッシュネスバーガーでも試行錯誤しながら分煙対策を進めたことで売上が増加したと、2014年7月に報道された。しかしその時点でも全店で禁煙ではなく、立地に応じて完全禁煙とする店舗、喫煙エリアを設けて分煙する店舗があった。
ヘルシー志向を謳いながら禁煙対応が遅れたのはモスバーガーも同様であったが、ハンバーガーチェーンとしては客単価が高いため顧客の年齢層も高かったことと、日本独自のチェーンであったことも一因であった。一方でジャンクフードのイメージが強いマクドナルドの方が、本国アメリカでの強い禁煙志向を受けていち早く店舗での禁煙対応が進むこととなった。
東京都でも受動喫煙防止条例が施行された2021年時点でも、フレッシュネスバーガーでは全店禁煙ではなく、喫煙室（電子タバコ専用含む）を設けて分煙としている店舗が多数ある。

### 過去の業態
ワンズダイナー (ONE' S DINER)
2000年前後に高級業態として、1950年代のアメリカンダイナーをイメージした「ワンズダイナー」を展開し、1号店の千駄ヶ谷店をオープン。2号店を横浜ランドマークプラザに出店し、2001年夏には3号店となる代官山店を出店した。
クラウンハウス (Crown House)
2015年には新業態として「クラウンハウス」を展開し、同年10月8日に1号店の吉祥寺店をオープン（フレッシュネスバーガー井の頭公園店の跡地）。翌2016年6月には「クラウンハウス」2号店の関内店をオープンした。「素材にこだわった上質なハンバーガーを提供するカフェレストラン」」というコンセプトで、通常のフレッシュネスバーガーとの差別点として、サイドメニューや酒類を多く提供していた。

#### ハンバーガー以外の過去の業態
- ごはん処 おはち - 和定食（事業譲渡）
  - 飲食再生集団コンバージョンに譲渡後、2009年7月にコンバージョンは自己破産。
- 街の弁当屋 - 中食・持ち帰り弁当（閉店）
- きつね屋 - 価格帯600円から800円のうどん店（閉店）
- 純喫茶タンゴ - 昔ながらの喫茶店をコンセプトにしたカフェ（閉店）
- プリッツェルプリッツエル - プレッツェル専門店（閉店）

### メニュー・特徴

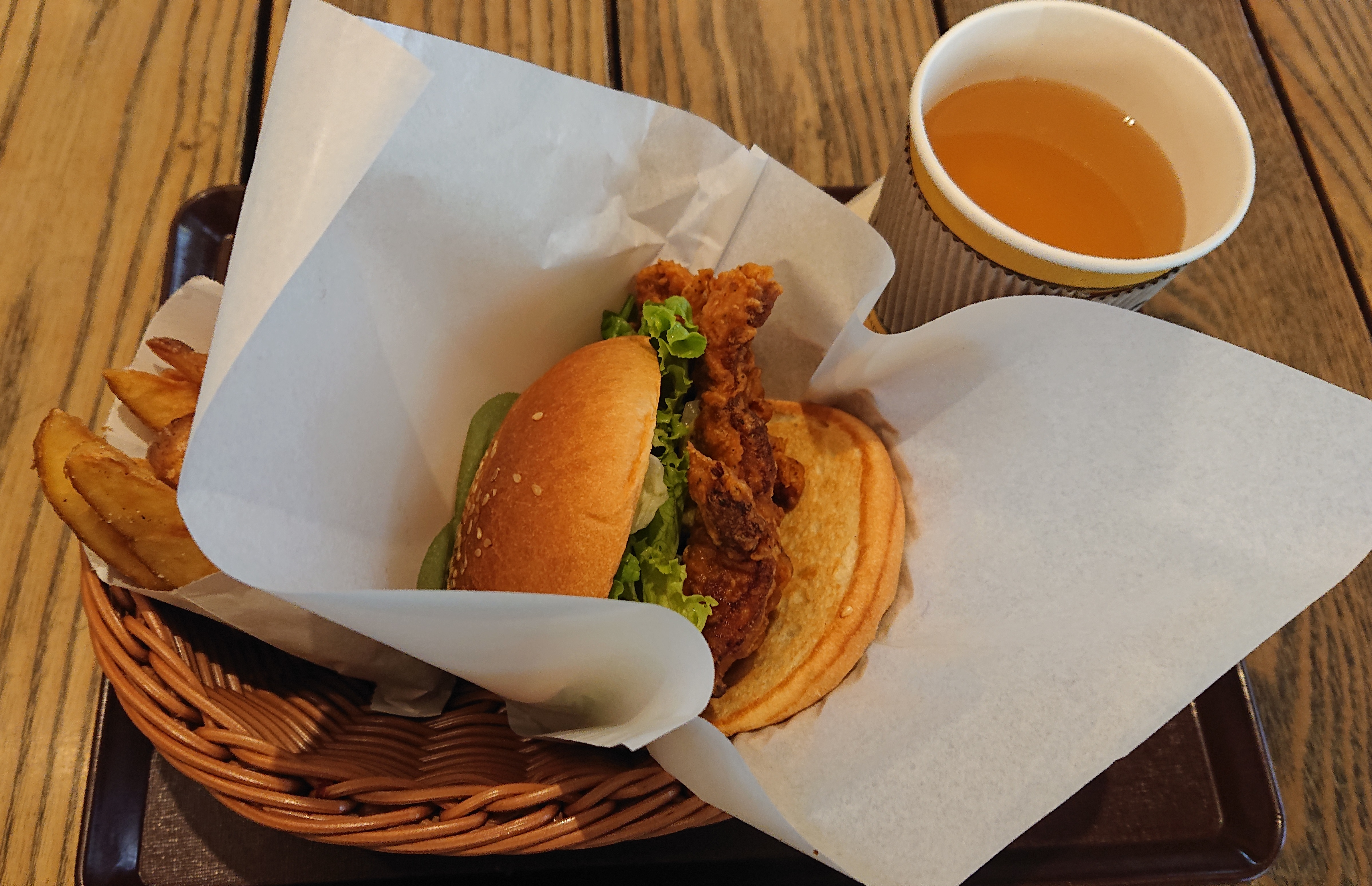
メニューの例
クリスピーチキンバーガーのフライドポテトセット

価格帯やコンセプト、メニュー構成や、商品の提供方法や受注調理の導入など、先行して開業した日本独自のハンバーガーチェーンであるモスバーガーと同様の特徴があるが、より徹底したサービスを提供している。ファストフード系ハンバーガーチェーンは通常商品を作り置きをするのに対し､フレッシュネスバーガーはオーダー受注後に調理するため、作りたての商品を食べることができる。
店内には各種のシーズニングソルト、マスタードやケチャップ、タバスコ等が自由に使える調味料コーナー（スパイスバー）が設置されている。ファストフード系ハンバーガーチェーンではドリンクは通常紙コップで提供するが、フレッシュネスバーガーではグラス（店舗によってはプラスチックカップ）を使用し、ハンバーガーは籐かごに入れて提供する。
各種ハンバーガーの中にはスパムを挟んだものも見受けられる。その他、トルティーヤやホットドッグ、ケーキやマフィンなどがある。サイドメニューは、オニオンリング、フライドポテトなど。ポテトは厚切りタイプで、ファストフード系ハンバーガー店の商品とは一線を画す。ドリンク類はコーヒー、コーラなどマクドナルドなどのハンバーガーチェーンにあるものに加え、ビール、ハーブティ、ソーダなど、特徴的な商品があり、かなり充実している。またジンジャーエールも独自のジンジャーソースを採用しており、市販のジンジャーエールとは異なっている。

### 出店地域
2024年9月現在の未進出地域は以下のとおり。
青森県（青森市に出店していたが閉店）・岩手県（盛岡市に出店していたが閉店）・秋田県・山形県・石川県（金沢市、七尾市に出店していたが閉店）・福井県・長野県（上田市に出店していたが閉店）・山梨県（甲府市に出店していたが閉店）・三重県・滋賀県・和歌山県・鳥取県・島根県・山口県（山口市に出店していたが閉店）・徳島県・愛媛県（松山市に出店していたが閉店）・高知県・長崎県（長崎市に出店していたが閉店）・宮崎県
・鹿児島県（2003年 - 2006年の間、鹿児島市に出店していたが閉店）・沖縄県（那覇市、中頭郡北中城村に出店していたが閉店）
広島県は一時期店舗がなかったが、2019年9月1日に広島市のGRANODE広島店オープンをもって再出店した（過去には安芸郡府中町にも出店していたが閉店）。後に福島県にも2024年3月21日、郡山市に郡山南店がオープンして再出店を果たした（過去には福島市にも出店していたが閉店）。